# 久馬萌
久馬 萌（きゅうま もえ、1993年12月20日 - ）は、京都府綾部市出身の陸上競技選手。専門は5000mと10000m。一卵性双生児の妹であり、姉の悠と合わせて久馬姉妹と呼ばれている。

## 経歴
小学校時代に綾部市の駅伝大会に出場したのを、地元中学の陸上部顧問が見てスカウトされたことから、本格的に陸上競技を始めた。2008年、綾部市立綾部中学校2年生で初めて姉妹同時に全国都道府県対抗女子駅伝競走大会京都府代表に抜擢される。同年8月21日に新潟スタジアム（東北電力ビッグスワンスタジアム）で行われた第35回全日本中学校陸上競技選手権大会女子1500mに出場、大会新記録で優勝を果たす。この時、悠は3位に入賞している。2009年、中学3年の時に皇后盃全国都道府県対抗女子駅伝競走大会で京都府代表として8区に出場、京都チームを1位に押し上げ、区間新記録を樹立した。綾部中卒業後は、陸上競技の強い立命館宇治高等学校には進学せず、京都府立綾部高等学校に進学した。
2010年、シンガポールで開かれたユースオリンピック3000mに出場、銀メダルを獲得する。
2012年に悠とともに筑波大学へ進学。姉妹ともにアジアジュニア陸上競技選手権大会女子5000m日本代表に選ばれ、6月9日、同種目で悠に次いで銀メダルを獲得する。同年の全日本大学女子駅伝対校選手権大会（杜の都駅伝）では筑波大学代表として2区に出場、10位で受けたたすきを5位まで上げ、姉の悠につないだ。
2016年に筑波大学を卒業し、悠とともにダイハツに入社した。

## 悠との関係
筑波大学に進学後、つくば市内で姉妹で同じ部屋に住んでいる。姉妹そろって家事を行い、私服も共有する仲である。高校3年生の時（2011年）には、姉妹ともにスランプに陥り、最後の高校総体では2人とも決勝に進むことができなかった。